# Собор Святого Людовика (Сан-Луис-Потоси)
Собор святого Людовика — католический собор в Сан-Луис-Потоси, Мексиканские Соединённые Штаты, кафедра архиепископа Сан-Луис-Потоси, яркая достопримечательность города. Расположен в историческом центре города, на восточной стороне Главной площади, посвящён Богоматери Ожидания.
Первая маленькая церковь из глины была построена на этом месте в 1593 году. Однако достаточно скоро она перестала удовлетворять потребностям растущего города, и в 1670 году её разрушили, чтобы заложить большой трёхнефный храм из тёсанного известняка. Современное здание было закончено в 1730 году. В 1854 году церковь святого Людовика была освящена как собор. Первоначально у собора была только одна башня — южная; её точная копия на северной стороне была построена в 1910 году в честь столетия обретения Мексикой независимости.
Барочный главный фасад собора украшен фигурами двенадцати апостолов из каррарского мрамора в нишах, разделённых колоннами. Эти мраморные скульптуры являются точными копиями статуй базилики Святого Иоанна Латеранского в Риме. Ещё двенадцать фигур апостолов воздвигнуты над контрфорсами, вдоль крыши собора, что является уникальным для католической архитектуры. Над аркой главного входа — овальный медальон, в котором раньше был герб города, выше — часы, а завершает композицию фигура Богоматери, которой посвящён собор.